# Jigoreni, Iași
Jigoreni este un sat în comuna Țibănești din județul Iași, Moldova, România.
Este situat la aproximativ 60 de kilometri de municipiul Iași, reședința județului.

## Istorie
Prima atestare documentară a localității datează din 2 iulie 1439, iar numele Jigoreni apare ulterior într-un document emis de voievodul Alexandru Iliaș, în anul 1509. Până în anul 1678, satul a fost proprietatea unui anume Andronic, iar după 1705 toate terenurile moșiei Jigoreni au fost donate Mănăstirii Galata din Iași.
Conform însemnărilor din Catagrafia Moldovei, în anul 1816, satul se afla deja în posesia familiei boierești Carp și avea statut de comună. Perioada de maximă înflorire a localității este legată de personalitatea marcantă a omului de stat P.P. Carp, nepotul ctitorului bisericii.
O veche legendă spune că locuitorii din zonă erau renumiți pentru priceperea lor în confecționarea jugurilor pentru boi, motiv pentru care așezarea a primit inițial denumirea de Jugoreni.

## Personalități
Taban Vasile s-a născut în anul 1905, în satul Jigoreni. A urmat cursurile școlii primare în satul natal, unde mai târziu a devenit învățător. După ce a absolvit Școala normală de băieți din Vaslui și-a început cariera didactică.
Împreună cu Delafântânele a fondat revista „Grai moldovenesc” și a colaborat cu numeroase publicații, precum „Universul literar”, „Vitrina literară”, „Opinia”, „Curentul”, „Căminul cultural”, „Vasluiul”, „Glasul învățătoresc”, „Orientări”, „Învățătorimea vasluiană” și „Viața românească”.
Printre lucrările sale se numără:
- Plopul din Măgura – nuvele, Iași, 1932
- Sub epitrafir – roman, București, 1935
- Între ape – fragment din romanul Sub epitrafir, publicat în revista „Orientări”, III, 1-2, ianuarie-februarie 1934, pp. 749-750
- Din tainele noastre – nuvele